# Deacon Blue
Deacon Blue es una banda de pop rock escocesa formada en Glasgow en 1985. La formación actual de la banda está compuesta por los vocalistas Ricky Ross y Lorraine McIntosh, el tecladista James Prime y el baterista Dougie Vipond.

## Trayectoria
El grupo originalmente estaba formado por Ricky Ross, Lorraine McIntosh, James Prime, Dougie Vipond, Ewen Vernal y Graeme Kelling. Lanzaron su álbum debut, Raintown, el 1 de mayo de 1987 en el Reino Unido y en los Estados Unidos en febrero de 1988. Su segundo álbum, When the World Knows Your Name de 1989, encabezó la lista de álbumes del Reino Unido durante dos semanas, e incluyó Real Gone Kid, que se convirtió en su primer sencillo entre los diez primeros en la lista de sencillos del Reino Unido y alcanzó el número uno en España.
En 1991 lanzaron Fellow Hoodlums, álbum recibido con mayor aprobación de la crítica que alcanzó el puesto número 2 en la lista de álbumes del Reino Unido. Tras Whatever You Say, Say Nothing de 1993, un álbum mucho más experimental y menos éxito comercial, en 1994 Vipond decide abandonar el grupo y la banda se separa.
Cinco años después, la banda realizó un concierto de reunión en 1999, y esto condujo a un nuevo álbum, Walking Back Home. A esto le siguió otro álbum, Homesick, en 2001. En 2004, Graeme Kelling murió de cáncer de páncreas pero la banda continuó, aunque su producción decrece y no es hasta 2012 cuando vuelven a sacar otro álbum de estudio, The Hipsters.
Volvieron en 2021, aparte de algunos recopilatorios, lanzando Riding on the Tide of Love. Su último disco se publicó en marzo de 2025, The Great Western Road.

## Miembros

### Miembros actuales
- Ricky Ross – voz principal, piano
- Lorraine McIntosh – coros y voz principal, percusión
- Dougie Vipond – batería, percusión
- Gregor Philp – guitarra
- Lewis Gordon – bajo

### Miembros anteriores
- Graeme Kelling (f. 2024) – guitarra
- Ewen Vernal – bajo, bajo con teclado
- Mick Slaven – guitarra
- Scott Fraser – bajo
- Taj Wyzgowski – guitarra
- Ged Grimes – bajo
- Chris Henderson - batería
- James Prime (f. 2025) – teclados, piano

## Discografía
- Raintown (1987)
- When the World Knows Your Name (1989)
- Fellow Hoodlums (1991)
- Whatever You Say, Say Nothing (1993)
- Walking Back Home (1999)
- Homesick (2001)
- The Hipsters (2012)
- A New House (2014)
- Believers (2016)
- City of Love (2020)
- Riding on the Tide of Love (2021)
- The Great Western Road (2025)

## Distinciones
En 2020, el sencillo Dignity, fue considerado la mejor canción de Escocia en una votación pública realizada a través del programa de radio Ewen Cameron in the Morning.